# Nihonbashi Mitsui Tower
Nihonbashi Mitsui Tower è un grattacielo alto 192 metri e situato a Chūō nella città di Tokyo, in Giappone.
Alto 34 piani, è utilizzato principalmente per uffici con i piani superiori occupati da un hotel. La sua costruzione è stata completata nel 2005. È collegata da un corridoio sotterraneo alla stazione della metropolitana di Tokyo Mitsukoshimae.